# 遠州七窯
遠州七窯（えんしゅうしちよう・えんしゅうなながま）とは、江戸時代中期の茶人、小堀遠州（1579-1647）が、自分好みの窯として、切型などを送って造らせたとされる茶道具の窯七ヶ所に対する呼称。
「遠州七窯」として言及する最古の文献が江戸時代末期（1854）であり、また、古曽部、赤膚など小堀遠州没後に創業された窯が含まれているため、今日では、小堀遠州が直接に指導したものではなく、後世、彼の好みに応じた窯として遠州に仮託して選定されたものとされている。

## 概要
遠州七窯に言及する最古の文献『陶器考』（田内梅軒(米三郎),1854初版）では志戸呂焼（遠江：遠州）、膳所焼（近江）、朝日焼（山城）、赤膚焼（大和）、古曽部焼（摂津）、上野焼（豊前）、高取焼（筑前）、『本邦陶説』では古曽部にかわり伊賀焼が挙げられている。
このうち、古曽部焼は大正末に作陶を休止、他の産地も決して規模は大きくなく、このうち経済産業省指定伝統的工芸品に指定されているのは上野焼だけである。しかし、これらの産地は遠州七窯というだけで知名度があり、その喧伝は今日にも十分通用するものである。

## 「遠州七窯」の出典
- 田内梅軒(米三郎)『陶器考』（1854年初版, 京都 真友会，1883年刊）「志戸呂，膳所，上野，高取，朝日，古曽部，赤膚」（第31葉右‐左）
- 蜷川式胤『観古図説』（蜷川式胤，1878年）